# Scodiomima
Scodiomima là một chi bướm đêm thuộc họ Geometridae.